# Mien (jezioro)
Mien – jezioro meteorytowe położone w południowej Szwecji.
Jezioro Mien ma prawie kolisty kształt i średnicę ok. 5,5 km. W jego centrum znajduje się wysepka Ramsö. Jezioro wypełnia misę krateru uderzeniowego, który powstał we wczesnej kredzie i pierwotnie miał średnicę ok. 9 km. Utworzył go upadek małej planetoidy, przypuszczalnie kamiennej, która uderzyła w skały krystaliczne.
Impaktowe pochodzenie tego jeziora potwierdza znalezienie coezytu, który tworzy się na Ziemi tylko przy bardzo dużych ciśnieniach, generowanych przez uderzenia ciał niebieskich. Także ryolit obecny na wyspie Ramsö powstał w warunkach wysokiej temperatury, co potwierdza impaktowe pochodzenie misy jeziornej.